# Palatul Regionalei de Căi Ferate Cluj
Palatul Regionalei de Căi Ferate, situată pe Bulevardul 21 Decembrie din Cluj-Napoca, este clădirea în care își are sediul Regionala CFR Cluj.

## Istoric
Înainte de naționalizarea din 1950 în clădire a funcționat Asociația pentru Cultura Maghiară din Transilvania, organizată după modelul ASTREI de la Sibiu.